# Андрей Ілич
Андрей Ілич (серб. Андреј Илић, нар. 3 квітня 2000, Белград, Сербія) — сербський футболіст, нападник французького клубу «Лілль».
На правах оренди грає в берлінському «Уніоні».

## Ігрова кар'єра

### Клубна
Андрей Ілич є вихованцем клубної академії столичного «Партизана». Але на дорослому рівні футболіст дебютував у клубі сербської Суперліги «Напредак» з Крушеваца 27 жовтня 2018 року. Ще один сезон в Сербії футболіст грав у клубі «Явор».
У вересні 2021 року Ілич перейшов до латвійського РФШ, з яким підписав трирічний контракт. Першу гру у новій команді футболіст провів у півфіналі Кубку країни проти «Риги». Разом з латвійським клубом Ілич дебютував на міжнародному рівні — у єврокубках.
Влітку 2023 року Ілич перейшов до норвезького клубу «Волеренга». Контракт було підписано до літа 2027 року. Вже через три дні нападник провів першу гру в чемпіонаті Норвегії. Та вже у лютому 2024 року футболіст підписав контракт з французьким «Ліллем» і 4 лютого провів першу гру у французькому чемпіонаті. Сезон 2024/25 нападник почав в оренді в клубі німецької Бундесліги «Уніон». Орендний договір підписаний на рік з правом викупу контракту гравця.

### Збірна
Андрей Ілич провів чотири матчі в складі молодіжної збірної Сербії.

## Титули
РФШ
 Чемпіон Латвії: 2021
 Переможець Кубка Латвії: 2021